# Kernkraftwerk Shippingport
Das Kernkraftwerk Shippingport wurde ab 1954 in Shippingport am Ohio River in Pennsylvania, etwa 40 km von Pittsburgh entfernt, gebaut und ging 1957 in Betrieb. Es war der erste zivile Kernreaktor in den Vereinigten Staaten und nach dem Kernkraftwerk Vallecitos das zweite Kernkraftwerk der USA, das ans Netz ging. Projektentwickler, Eigentümer und Betreiber waren die U.S. Atomic Energy Commission (später Department of Energy) und Duquesne Light Company. Lieferant war Westinghouse Electric Corporation. Das größere Kernkraftwerk Beaver Valley wurde ab 1967 am gleichen Ort errichtet.

## Der Reaktor
Das Kraftwerk hatte einen Druckwasserreaktor und eine elektrische Bruttoleistung von 68 MW, eine Nettoleistung von 60 MW und eine thermische Leistung von 236 MW. Der Reaktor wurde als Prototyp für die kommerzielle Stromerzeugung errichtet.

## Betrieb mit Thorium
1977 wurde er zu einem Leichtwasser-Brutreaktor (PLWBR, Pressurized Light-Water Breeder Reactor) umgebaut, bei dem Thorium-232, statt des teureren Uran-235, der Ausgangs-Brennstoff war. Der Thoriumbetrieb dauerte fünf Jahre an. Von der Nutzung von Thorium, wie sie in Shippingport an einem Leichtwasserreaktor, wie sie dem Prinzip nach noch heute weltweit die Mehrheit der kommerziellen Kernkraftwerke darstellen, demonstriert wurde, erhoffte man sich bessere Wirtschaftlichkeit, da Uran damals als begrenzt und teuer galt. Thorium ist in der Erdkruste häufiger als Uran und findet sich in Mineralien wie Monazit, deren Abbau wegen des Gehalts an seltenen Erden betrieben wird, wobei Thorium derzeit zumeist als „Abfall“ verbleibt. Da jedoch beginnend in den 1970er Jahren der Uranpreis aufgrund neu entdeckter Lagerstätten – und weniger starken Wachstum der Kernenergie als erwartet – fiel, wurden die ambitionierten Pläne bzgl. Thorium, so auch das Molten-Salt Reactor Experiment am Oak Ridge National Laboratory zugunsten des erprobten Uran-Brennstoffkreislaufs aufgegeben.

## Bau und Reaktortyp

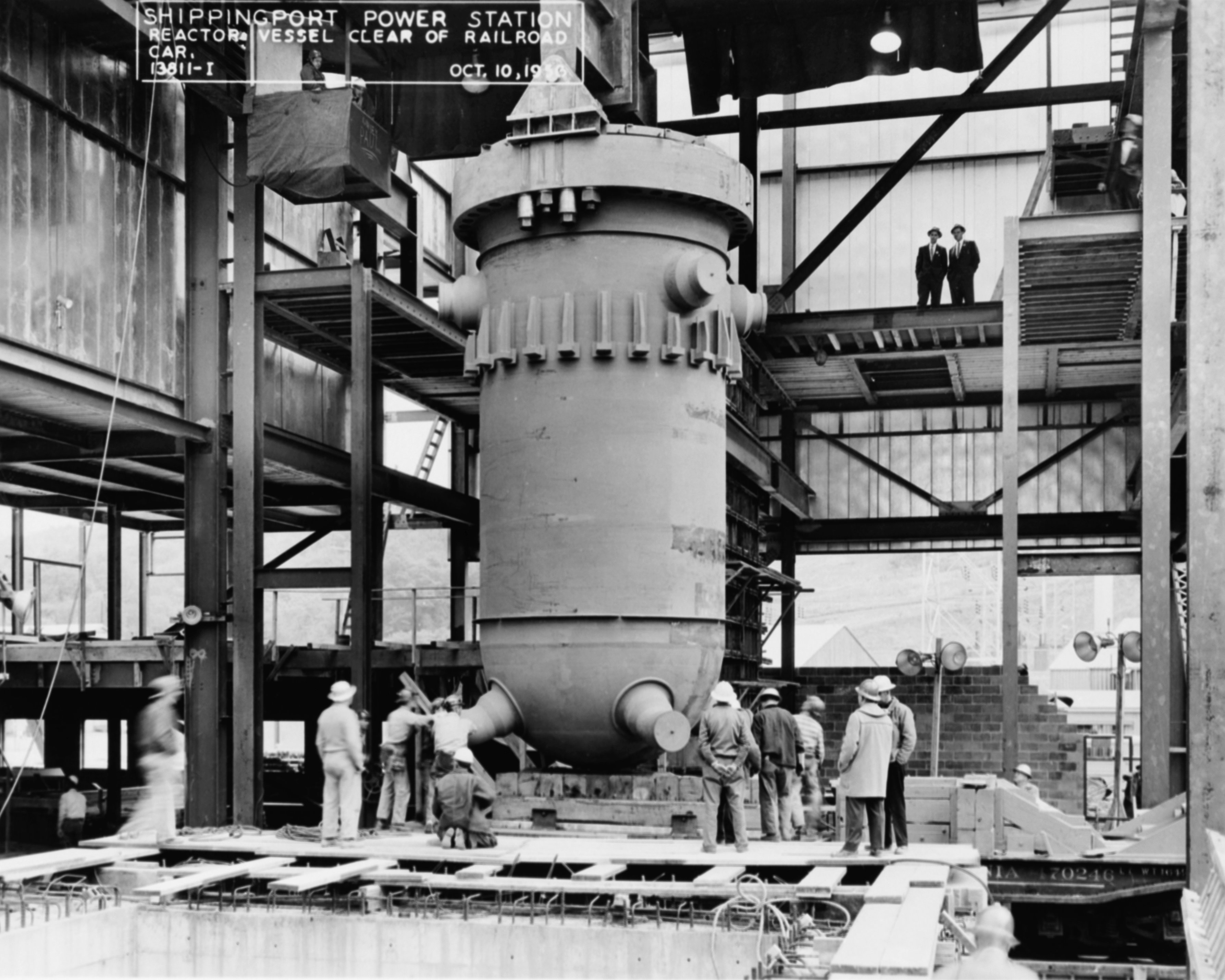
Der Reaktordruckbehälter im Jahr 1956 während des Baus

Aufgeschnittenes Modell im Besucherzentrum. Der Kernreaktor sitzt in der Mitte. Die Dimensionen erinnern an eine Druckhülle eines U-Boots.

Im Jahr 1953 hielt der damalige US-Präsident Dwight D. Eisenhower seine Rede Atoms for Peace. Die friedliche Nutzung der Kernenergie war der wichtigste Teil seiner Rede. Deshalb wurde am 1. Januar 1954 mit dem Bau des Kernkraftwerks Shippingport begonnen. Der Kernreaktor des Kraftwerks entsprach in der technischen Auslegung der nuklearen Antriebsmaschine der US-Atom-U-Boote, vgl. die gezeigte Abbildung des Modells. Das Kernkraftwerk an Land übernahm die Kompaktheit und damit die hohe Leistungsdichte der U-Boot-Reaktoren, somit auch deren Sicherheitskonzept. Forschungstechnisch war man der Auffassung, der hier erstmals halbkommerziell zur Anwendung gelangende Typ des Leichtwasserreaktors sei inhärent sicher, weil er einen negativen Void-Koeffizienten aufweist, das heißt, er schaltet sich bei Blasenbildung im Kühlmittel ab. Später musste man zur Kenntnis nehmen, dass es auch andere Kernschmelze-Szenarien gibt. Man hatte das Risiko nicht erkannt, das in der Nachzerfallswärme begründet ist. Ihretwegen bedürfen die empfindlichen Brennelemente des Leichtwasserreaktors der aktiven Kühlung auch nach Abschaltung des Kernkraftwerks, selbst noch nach ihrer Entnahme aus dem Reaktor über etwa fünf Jahre. Der vom U-Boot-Konzept übernommene Reaktordruckbehälter hat eine Restwahrscheinlichkeit des Berstens. Beides gilt für alle weltweit in Bau und Betrieb befindlichen Leichtwasserreaktoren.

## Inbetriebnahme
Am 2. Dezember 1957 wurde das Kernkraftwerk erstmals mit dem Stromnetz synchronisiert. Am 26. Mai 1958 ging der Reaktor in den kommerziellen Leistungsbetrieb. 1977 wurde er dann zum PLWBR umgebaut und ging noch im selben Jahr wieder ans Netz.

## Abschaltung
Am 1. Oktober 1982 wurde der Reaktor nach fast 25 Jahren Betrieb abgeschaltet. Der Abbau der Anlage begann im September 1985. Im Dezember wurden die insgesamt 956 Tonnen schweren Teile wie zum Beispiel der Reaktordruckbehälter und der Neutronenschild aus dem Containment gehoben und zur Entsorgung in den Bundesstaat Washington gebracht. Das Gelände wurde gereinigt und dekontaminiert und anschließend für die uneingeschränkte Nutzung freigegeben. Der Rückbau kostete 98 Mio. US-Dollar laut einer Schätzung von 1990.

## Daten der Reaktorblöcke
Das Kernkraftwerk Shippingport hatte einen Kraftwerksblock:
| Reaktorblock | Reaktortyp                       | Netto- leistung | Brutto- leistung | Baubeginn  | Netzsyn- chronisation | Kommer- zieller Betrieb | Abschal- tung |
| ------------ | -------------------------------- | --------------- | ---------------- | ---------- | --------------------- | ----------------------- | ------------- |
| Shippingport | Druckwasserreaktor, später PLWBR | 60 MW           | 68 MW            | 01.01.1954 | 02.12.1957            | 26.05.1958              | 01.10.1982    |